# César Ruminski
César Ruminski (13 de juny de 1924 - 14 de maig de 2009) fou un futbolista francès d'ascedència polonesa.

## Selecció de França
Va formar part de l'equip francès a la Copa del Món de 1954.